# Giv'atayim
Giv'atayim (in ebraico גִּבְעָתַיִם‎?, letteralmente "Due colline") è una città di Israele, nel distretto di Tel Aviv e parte dell'area metropolitana del Gush Dan. Fondata nel 1922, conta 58.508 abitanti.

## Amministrazione

### Gemellaggi
- Oradea, dal 2005[1]
- Sfântu Gheorghe (Covasna)
- Arad (Romania)
- Vác[2]
- Chattanooga
- Harbin
- Esslingen am Neckar